# Пјана деле Меле (Кјети)
Пјана деле Меле (итал. Piana delle Mele) је насеље у Италији у округу Кјети, региону Абруцо.
Према процени из 2011. у насељу је живело 115 становника. Насеље се налази на надморској висини од 150 м.